# 淝河镇 (合肥市)
淝河镇，是中华人民共和国安徽省合肥市包河区下辖的一个乡镇级行政单位。

## 行政区划
淝河镇下辖以下地区：
葛大店社区、老官塘社区、贾大郢社区、黄镇村、卫乡村、黄巷村、平塘王村、席井村和关镇村。